# Verveine de Buenos Aires
Verbena bonariensis
Espèce
Classification phylogénétique
Verbena bonariensis, la verveine de Buenos-Aires, est une espèce de plantes dicotylédones de la famille des Verbenaceae, originaire des régions tropicales d'Amérique du Sud.
C'est une plante herbacée vivace pouvant atteindre 1,2 m de haut, qui a été introduite dans divers pays où elle est cultivée pour ses fleurs comme plante annuelle ou vivace.
Elle est classée dans certaines régions des États-Unis comme plante envahissante.

## Description

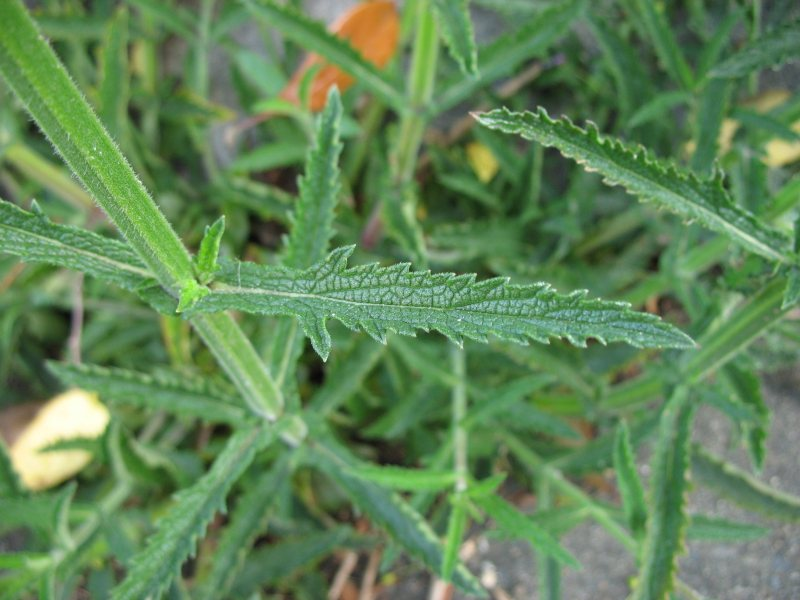
Tige feuillée.

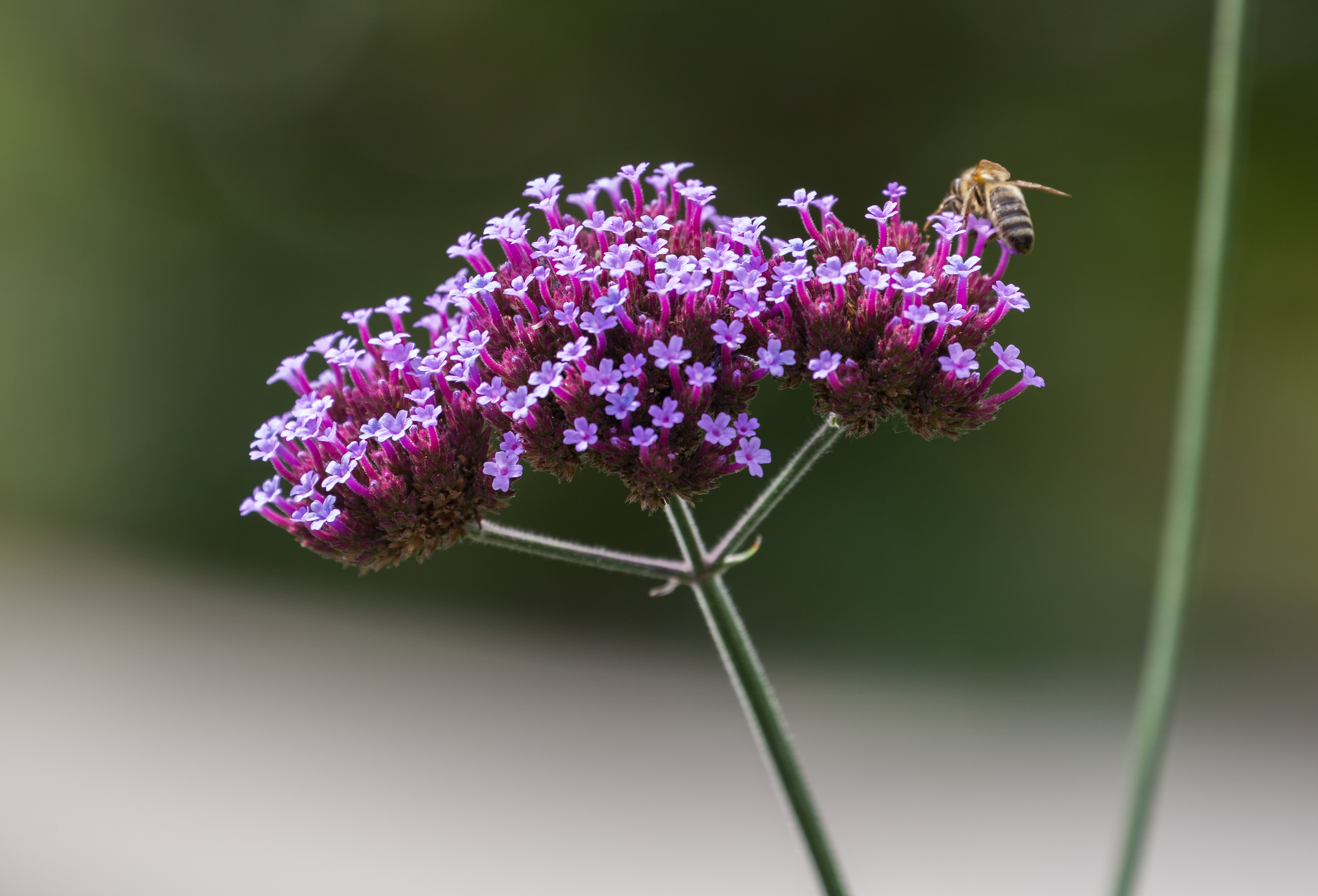
Inflorescence.

Verbena bonariensis est une plante herbacée vivace, à port dressé,  pouvant atteindre 1,2 m de haut, mais formant souvent une touffe plus basse. Le système racinaire est constitué d'une racine pivotante.
Les tiges, à section quadrangulaire, sont grossièrement poilue (scabreuse) et parfois légèrement lignifiées à la base.
Les feuilles, entières, sessiles, opposées décussées (chaque paire de feuilles faisant un angle de 90° avec la suivante), enserrant légèrement les tiges à la base du limbe, sont lancéolées, étroitement ovales ou oblongues, à l'apex acuminé, mesurant de 4 à 22 cm de long sur 6 à 70 mm de large. Elles sont irrégulièrement dentées sur les bords, en particulier vers l'extrémité du limbe foliaire. La face supérieure des feuilles, comme les tiges, est grossièrement poilue et rugueuse au toucher (scabreuse), tandis que la face inférieure est tomenteuse, cotonneuse,.

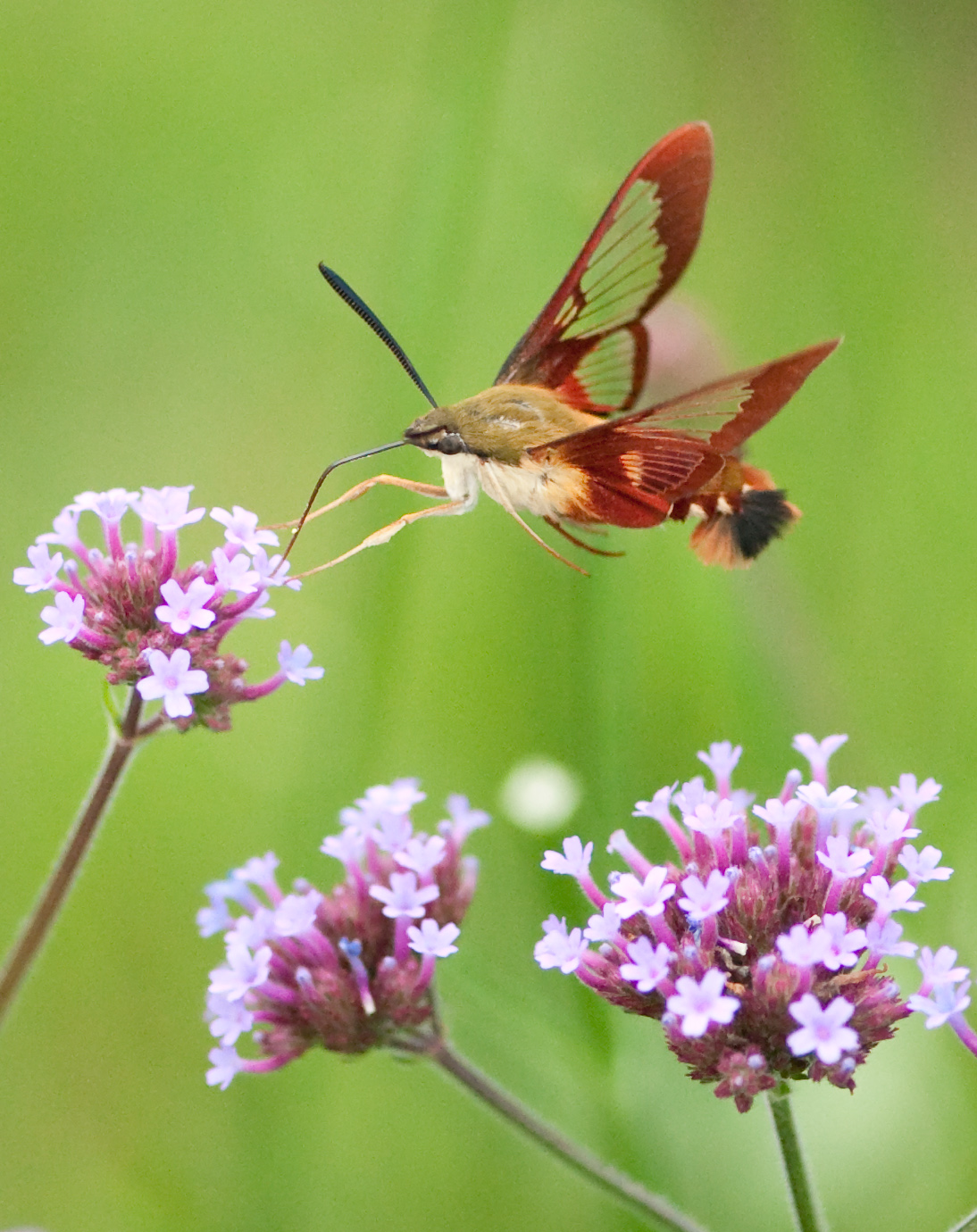
Sphinx gazé butinant une fleur de verveine de Buenos Aires

Les inflorescences sont des corymbes, situés à l'extrémité des tiges, formés de 4 à 10 épis denses de 1 à 4 cm de long. Elles regroupent de nombreuses fleurs, petites, tubulaires.
Les tiges (pédoncules) de ces grappes et les petites bractées situées au-dessous de chaque fleur sont couvertes de poils glandulaires, courts, collants.
Chaque fleur compte cinq sépales (de 2,5 à 3,5 mm de long), soudés à la base en un tube, et cinq pétales bleuâtre, violets ou rose lavande, également soudés en tube à la base, et environ deux fois plus longs que les sépales (6 à 7 mm de long), mais ils forment à leur extrémité cinq lobes arrondis étalés, d'environ 2 mm de long.
La floraison a lieu principalement pendant la saison des pluies.
Les fruits, petits, sont des capules, divisées en quatre « graines » (nucules), oblongues à linéaires, trigones, luisantes, rugueuses, brunes à maturité, de 1,5 à 1,8 mm de long,.

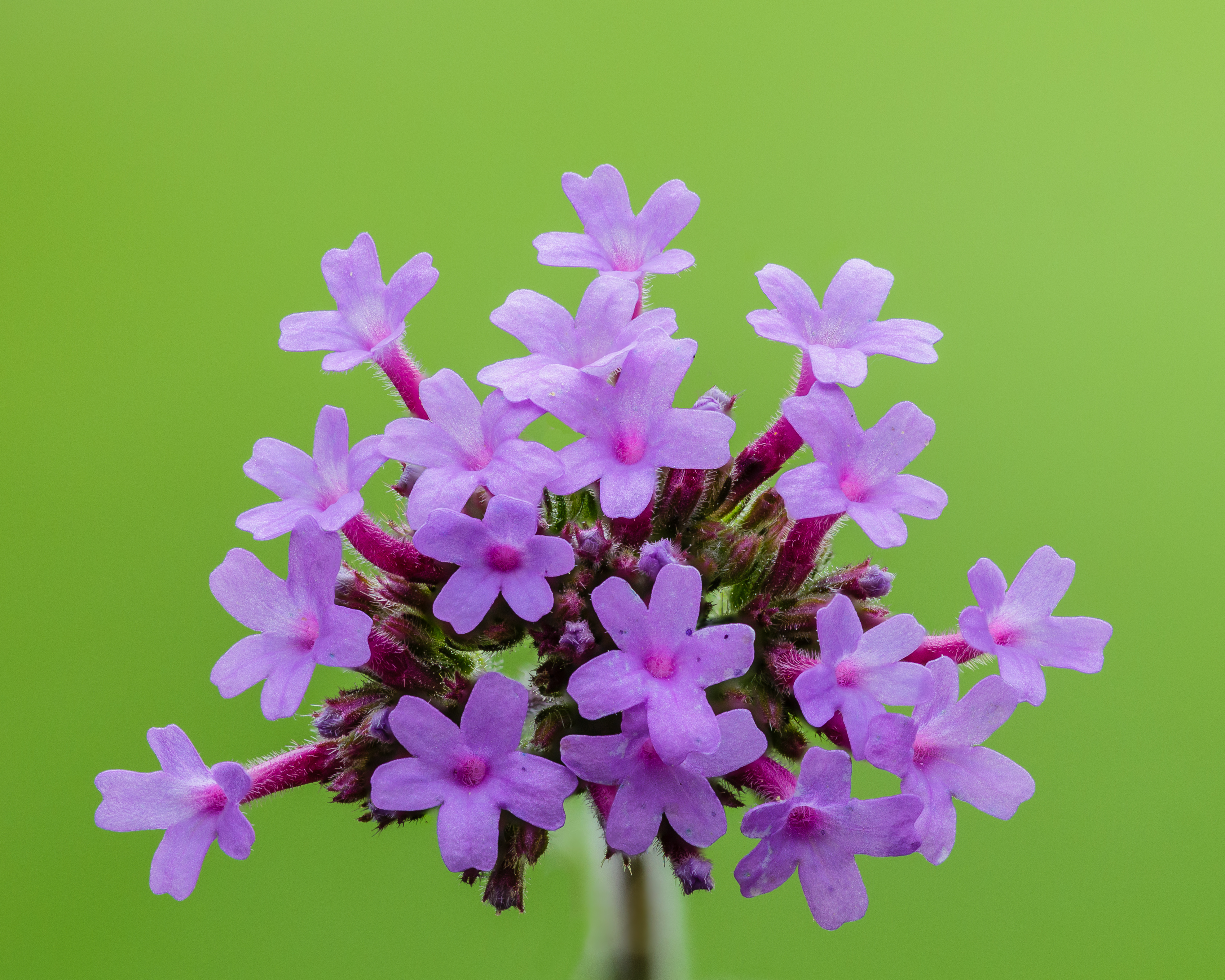
Inflorescence.

## Taxinomie

### Synonymes
Selon Catalogue of Life (20 août 2016) :
- Verbena bonariensis f. albiflora Moldenke,
- Verbena bonariensis var. conglomerata Briq.,
- Verbena bonariensis var. hispida Moldenke, nom. illeg.,
- Verbena bonariensis var. hispida Rendle,
- Verbena bonariensis var. longibracteata Kuntze,
- Verbena bonariensis f. robustior Chodat,
- Verbena elongata Salisb., nom. superfl.,
- Verbena inamoena Briq.,
- Verbena intercedens Briq.,
- Verbena trichotoma Moench, nom. illeg.

### Liste des variétés
Selon Tropicos (20 août 2016) (Attention liste brute contenant possiblement des synonymes) :
- Verbena bonariensis var. bonariensis
- Verbena bonariensis var. brevibracteata Kuntze
- Verbena bonariensis var. conglomerata Briq.
- Verbena bonariensis var. hispida Moldenke
- Verbena bonariensis var. litoralis (Kunth) Gillies & Hook. ex Hook.
- Verbena bonariensis var. longibracteata Kuntze
- Verbena bonariensis var. rigida (Spreng.) Kuntze
- Verbena bonariensis var. venosa (Gillies & Hook.) Chodat